# Conde de Wessex
Conde de Wessex é um título que foi criado por duas vezes na história britânica. Na primeira vez no período de pré-Conquista anglo-saxônica, e a segunda vez no Pariato do Reino Unido no reinado da rainha Isabel II para seu filho mais novo, Eduardo. A região de Wessex (os "Saxões Ocidentais"), no sul e sudoeste da Inglaterra, tinha sido um dos reinos anglo-saxões, cuja expansão no décimo século criou um Reino Unido da Inglaterra.

## História

### Primeira criação (1019)
Wessex foi um dos quatro condados da Inglaterra anglo-dinamarquesa. Nesse período, o Condado de Wessex cobria as terras do antigo Reino de Wessex, abrangendo os condados do sul da Inglaterra e estendendo-se para oeste até a fronteira galesa.
O condado de Wessex foi conferido a Goduíno pelo rei Canuto, o Grande. O condado tinha sido previamente reservado pelo rei. O condado passou para o filho de Goduíno, que mais tarde se tornou Rei Haroldo II e morreu na Batalha de Hastings em 1066. O condado não foi continuado.
- Goduíno de Wessex (c. 1001 - 1053).
- Haroldo Godwinson (c. 1022 - 1066); subiu ao trono do rei da Inglaterra em 1066.

### Segunda criação (1999)
Em 1999, o filho mais novo da Rainha Isabel II, o Príncipe Eduardo, casou-se com Sofia Rhys-Jones. Por tradição, os filhos mais novos do monarca britânico recebem um ducado real quando de seu casamento. Especialistas sugeriram que os ducados reais de Cambridge e Sussex seriam os mais propensos ao Príncipe Eduardo. Entretanto, o Palácio de Buckingham anunciou que o príncipe Eduardo acabaria recebendo o título de Duque de Edimburgo - que na época era de seu pai - o que seria improvável por herança direta, já que o Eduardo é o mais novo dos três filhos do Príncipe Filipe. Por outro lado, levantou-se a hipótese do título ser recriado para Eduardo após a eventual morte de Filipe e a absorção de seus títulos pela Coroa britânica.
Nesse ínterim, mantendo a tradição de o filho de um monarca receber um título após o casamento, mas preservando o posto de Duque para o futuro, o Príncipe Eduardo tornou-se o primeiro príncipe britânico em séculos a ser criado especificamente como Conde e não Duque. Sua esposa Sofia tornou-se a Condessa de Wessex. O jornal Sunday Telegraph relata que Eduardo teve interesse pelo título histórico após assistir o filme Shakespeare in Love (1998), no qual Colin Firth interpreta um personagem chamado "Lorde Wessex".
Com a criação de Eduardo como Duque de Edimburgo em 10 de março de 2023, seu filho, Jaime, tornou-se Conde de Wessex, detendo também os títulos de Visconde Severn e, na Escócia, Conde de Forfar.

## Condes de Wessex
| Conde | Conde            | Nascimento                                                                                             | Casamento                                                | Morte                                      |
| --- | ---------------- | --- | -------------------------------------------------------- | ------------------------------------------ |
| Goduíno Conde de Kent (1020) |                  | 1001 Sussexfilho de Wulfnoth Cild                                                                      | Gytha Thorkelsdóttir 997 11 filhos                       | 15 de abril de 1053 Winchester, Inglaterra |
| Harold Godwinson Conde da Ânglia Oriental (1052) Rei de Inglaterra (1066) |                  | c. 1022filho de Goduíno de Wessex e Gytha Thorkelsdóttir                                               | Edite Swannesha 5 filhosEdite de Mércia c. 1064 2 filhos | 14 de outubro de 1066 Hastings, Inglaterra |
| Após a morte de Goduíno, o título foi herdado por seu filho, que mais tarde se tornou o Rei de Inglaterra como Haroldo II. Após a morte de Haroldo II na Batalha de Hastings em 1066, o título foi extinto. |                  | |                                                          |                                            |
| Eduardo (1999–2023) Conde de Forfar (2019-2023) Visconde Severn (1999-2023) Duque de Edimburgo (2023- ) | Prince Edward    | 10 de março de 1964 · Palácio de Buckingham, Inglaterrafilho de Isabel II e Filipe, Duque de Edimburgo | 19 de junho de 1999 Sofia Rhys-Jones 2 filhos            | 61 anos e 6 dias                           |
| Jaime (2023–) Conde de Forfar (2023-) Visconde Severn (2023-) | Jaime de Windsor | 17 de dezembro de 2007 · Frimley, Inglaterrafilho de Eduardo de Edimburgo e de Sofia de Edimburgo      |                                                          | 17 anos e 89 dias                          |